# (74187) 1998 RZ40
(74187) 1998 RZ40 – planetoida z pasa głównego asteroid okrążająca Słońce w ciągu 4,03 lat w średniej odległości 2,53 j.a. Odkryta 14 września 1998 roku.